# Prawo Spörera

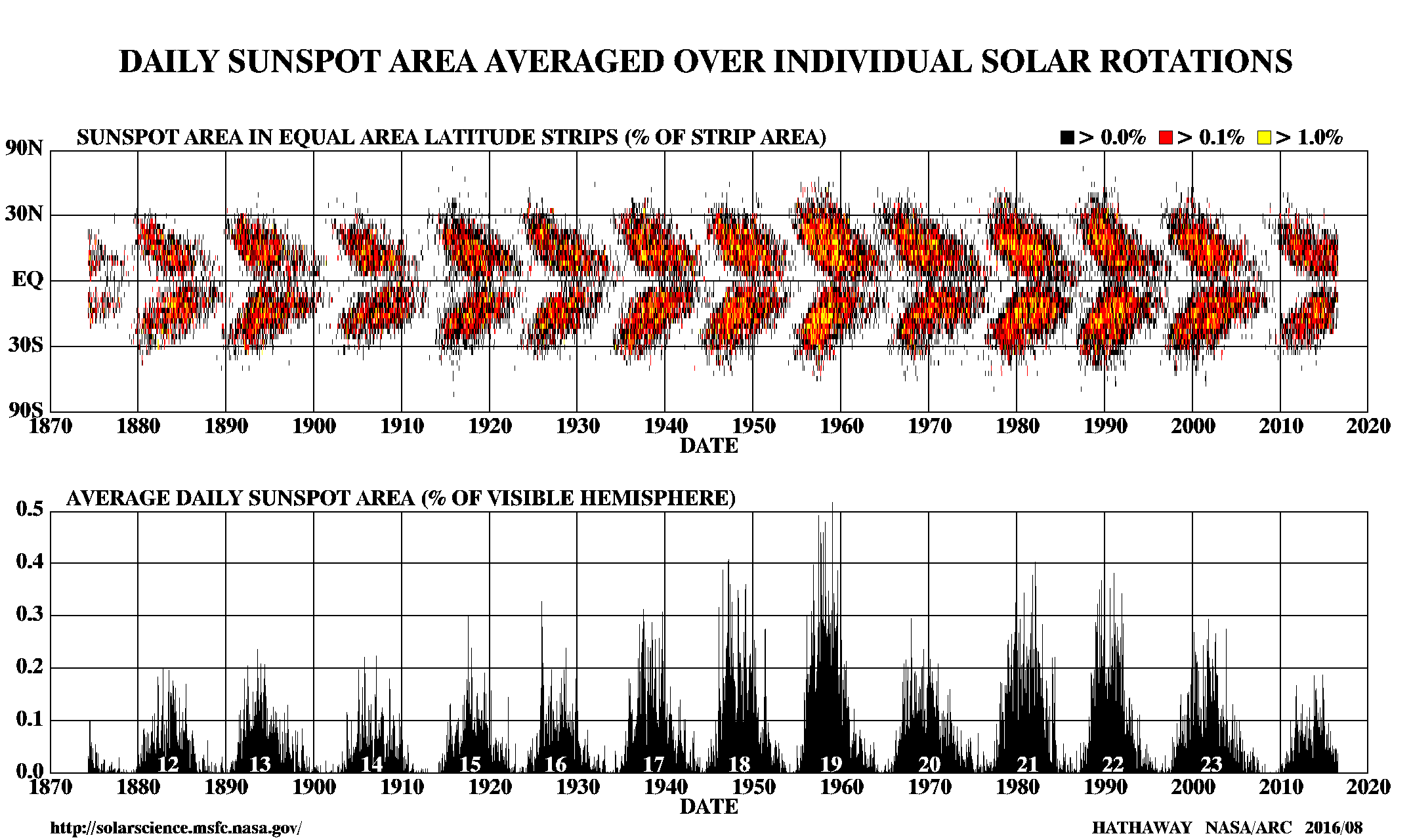
Diagram motylkowy ilustrujący szerokość heliograficzną powstających plam słonecznych w funkcji czasu

Prawo Spörera – przewidywanie zmian położenia plam słonecznych na Słońcu w czasie trwania cyklu słonecznego. Jego nazwa pochodzi od nazwiska niemieckiego astronoma Gustawa Spörera.
Na początku każdego cyklu aktywności plam na Słońcu, plamy powstają zawsze na szerokościach heliograficznych wynoszących od 30° do 45° (po obu stronach równika), i średnia szerokość ich występowania zmniejsza się, aż do osiągnięcia szerokości heliograficznej wynoszącej przeciętnie ok. 15° – w czasie maksimum słonecznego i występowania największej ilości plam. Następnie średnia szerokość występowania plam ulega dalszemu dryfowi w strefę niższych szerokości heliograficznych aż do ok. 7°, po czym plamy starego cyklu ulegają wygaszeniu (minimum słoneczne), a zaczynają pojawiać się plamy nowego cyklu na wyższych szerokościach heliograficznych – i cały 22-letni cykl (pełny okres zmian aktywności słonecznej – tzw. cykl magnetyczny Halego) ulega powtórzeniu.
Wraz ze zmianą szerokości heliograficznej zmienia się prędkość rotacji Słońca, co określa się mianem rotacji różnicowej.